# Doom 3: Resurrection of Evil
Doom 3: Resurrection of Evil je pokračování hry Doom 3 (2004). Datadisek vyšel 4. dubna 2005 na Microsoft Windows a poté na Linux a Xbox.

## Zbraně
Tento datadisk přidal 3 nové zbraně a odebral motorovou pilu.
- Dvouhlavňová brokovnice
- Artefakt
- Levitátor - funguje na stejném principu jako Gravity Gun z Half-Life. Zvedáte předměty a házíte s něma. Díky Levitátorů můžete odchytávat dálkové útoky Impu a Vulgaru a házet to po nich či rovnou zabíjet menší nepřátele (Forgottony a Trity).

## Příběh
Hra se odehrává 2 roky po katastrofě na základně UAC, kterou přežil jediný člověk (hráč, co dohrál základní hru). Konkrétně tedy v roce 2147. UAC pozastavila veškeré práce na základně, ale ještě vyslala dvě satelity, která v březnu 2147 zachytí silné vibrace z Marsu. UAC tam pošle další vědce a mariňáky v čele s doktorkou Elizabeth McNeilovou, aby zjistili, o jaké vibrace šlo či z jakého zdroje vycházely. Dr. Elizabeth McNeilová dříve pracovala na Marsu, ale nesouhlasila s výzkumem Dr. Malcolma Betrugera, který jí proto přesunul z pozice v komplexu Delta zpět na Zemi. Právě ona upozornila výbor UAC, který vyslal na Mars Swanna a Cambella. Tito dva měli situaci vyšetřit, což však spustilo lavinu katastrofických událostí.
Četa mariňáků dorazí na potenciální místo zdrojů vibrací, které satelit zaznamenal. McNeilová je sleduje pomocí kamerových systémů. Četa pomocí výbušniny nalezne tajnou místnost, kterou někdo chtěl skrýt. Na konci místnosti jsou schody a na vrcholu světlo. Zdrojem světla je levitující Artefakt, který připomíná srdce. Jeden z mariňáků (vy) sáhne po artefaktu, což způsobí opětovné otevření portálu z pekla. Tam nyní lze vidět samotného Betrugera, který je již převtělený do démona. Maledict (Betruger) vydá rozkaz démonům, aby opět zaútočili na základnu a zmocnili se Artefaktu, který byl vytvořen samotnými démony a nyní si ho chtějí vzít zpět. Jelikož Artefakt má nyní v ruce hráč, démoni půjdou hlavně po něm. Maledict vyšle 3 lovecké démony. Artefakt po zabití těchto démonů získá nové schopnosti - zpomalování času (nepřátelé nestíhají reagovat na vaše pohyby), vyšší poškození zbraní a dočasná nesmrtelnost.

## Nepřátelé
Hra obsahuje nepřátelé (démony) ze základní hry a taky přibyli noví nepřátelé.
- Vulgar - démon, který vypadá jako imp, ale chodí po čtyřech a útočí pomocí nezapálené plazmy či rychlých útoků
- Bio-Suit Zombie - klasický zombie, který je oblečen v obleku proti radioaktivitě
- Forgotten One - tento duch je klasický Lost Soul, ale vzhledově vypadá jinak
- Bruiser - obrovitý kybernetický démon, který na sobě má připevněný počítač; má stejné vlastnosti jako Mancubus
- Hell Hunters - 3 démoni, které Maledict vyslal proti hráčovi, aby získali Artefakt; po zabití těchto démonů získá Artefakt 3 speciální schopnosti
- Maledict - Betruger převtělený do obrovského démona, který připomíná draka; Maledict je závěrečný boss